# РУОР (баскетбольный клуб, Минск)
РУОР (бел. РВАР) — белорусский баскетбольный клуб из Минска, представляющий Республиканское училище олимпийского резерва (бел. Рэспубліканскае вучылішча алімпійскага рэзерву). Двукратный чемпион Белоруссии.

## История
Республиканское государственное училище олимпийского резерва города Минска (РГУОР, до 2004 года — РУОР) осуществляет подготовку резерва национальных команд Республики Беларусь, спортсменов высокой квалификации. На базе РГУОР сформировано 12 юношеских сборных команд по возрастным группам в различных видах спорта.
В Высшей лиге чемпионата Белоруссии по баскетболу в разные годы училище было представлено следующими командами:
- 1992-1994 —  РТИ-2-РУОР
- 1994-1997 — РУОР
- 1997-1999 —  РШВСМ-РУОР
- 2002-2003 — РТИ-РУОР
- 2003-2004 — РУОР
- 2009-2011 — Виталюр-РГУОР
- 2019-2021 — РГУОР
- 2024-н. в. — РГУОР

В эти годы команды возглавляли известные белорусские тренеры Михаил Алексеевич Тайц (1992—1995), Александр Леонидович Попков (1995—1997, 2002—2004), Александр Александрович Борисов (1997—1998, 2009—2011), Михаил Аркадьевич Фейман (1998—1999, 2011), Николай Александрович Алексеев (2019—2021), Андрей Васильевич Клемезь (2024—н. в.).
В начале-середине 1990-х годов за команду РУОР выступали победители молодёжного чемпионата Европы-1994 Андрей Кривонос, Дмитрий Кузьмин, Александр Куль, Егор Мещеряков, Алексей Пынтиков, Андрей Свиридов, а также известные белорусские баскетболисты Николай Алексеев, Александр Веренич, Алексей Лашкевич, Александр Попков, Сергей Сланевский, Константин Хорошилов.
В середине-конце 2010-х годов команда, представляющая училище, являлась базовой командой юношеской (кадетской) сборной Белоруссии (U-16).

## Достижения
- Чемпион Белоруссии: 1993/1994, 1996/1997.
- Серебряный призёр чемпионата Белоруссии: 1992/1993, 2002/2003.
- Обладатель Кубка Белоруссии: 1997.

## Сезоны
| Сезон     | Название команды | Турнир                                           | Дивизион              | Место | Главный тренер                    |
| --------- | ---------------- | ------------------------------------------------ | --------------------- | ----- | --------------------------------- |
| 1992-1993 | РТИ-2-РУОР       | Чемпионат Белоруссии по баскетболу               | Высшая лига           | 2     | Михаил Тайц                       |
| 1993-1994 | РТИ-2-РУОР       | Чемпионат Белоруссии по баскетболу               | Высшая лига           | 1     | Михаил Тайц                       |
| 1994-1995 | РУОР             | Чемпионат Белоруссии по баскетболу               | Высшая лига           | 6     | Михаил Тайц                       |
| 1995-1996 | РУОР             | Чемпионат Белоруссии по баскетболу               | Высшая лига           | 4     | Александр Попков                  |
| 1996-1997 | РУОР             | Чемпионат Белоруссии по баскетболу               | Высшая лига           | 1     | Александр Попков                  |
| 1997-1998 | РШВСМ-РУОР       | Чемпионат Белоруссии по баскетболу               | Высшая лига           | 7     | Александр Борисов                 |
| 1998-1999 | РШВСМ-РУОР       | Чемпионат Белоруссии по баскетболу               | Высшая лига           | 10    | Михаил Фейман                     |
| 2000-2001 | РУОР             | Чемпионат Белоруссии по баскетболу               | Первая лига           | 7     | Александр Попков                  |
| 2002-2003 | РТИ-РУОР         | Чемпионат Белоруссии по баскетболу               | Высшая лига           | 2     | Александр Попков                  |
| 2003-2004 | РУОР             | Чемпионат Белоруссии по баскетболу               | Высшая лига           | 8     | Александр Попков                  |
| 2006-2007 | РГУОР-РЦОР       | Чемпионат Белоруссии по баскетболу               | Первая лига           | 6     | Валерий Вавлев                    |
| 2007-2008 | РГУОР            | Чемпионат Белоруссии по баскетболу               | Первая лига           | 5     | Александр Борисов                 |
| 2008-2009 | РГУОР            | Чемпионат Белоруссии по баскетболу               | Первая лига           | 2     | Александр Борисов                 |
| 2009-2010 | Виталюр-РГУОР    | Чемпионат Белоруссии по баскетболу               | Высшая лига           | 6     | Александр Борисов                 |
| 2010-2011 | Виталюр-РГУОР    | Чемпионат Белоруссии по баскетболу               | Высшая лига           | 7     | Александр Борисов → Михаил Фейман |
| 2013-2014 | БКМ-РГУОР        | Чемпионат Белоруссии по баскетболу               | Первая лига           | 1     | Сергей Вариводов                  |
| 2015-2016 | РГУОР            | Непрофессиональная баскетбольная лига Белоруссии | Дивизион 3 «Сателлит» | 3     | Геннадий Самарский                |
| 2016-2017 | РГУОР            | Непрофессиональная баскетбольная лига Белоруссии | Дивизион 2 «Beaver»   | 8     | Александр Подерачёв               |
| 2018-2019 | РГУОР            | Непрофессиональная баскетбольная лига Белоруссии | Дивизион 2            | 6     | Николай Алексеев                  |
| 2019-2020 | РГУОР            | Чемпионат Белоруссии по баскетболу               | Высшая лига           | 12    | Николай Алексеев                  |
| 2020-2021 | РГУОР            | Чемпионат Белоруссии по баскетболу               | Высшая лига           | 7     | Николай Алексеев                  |
| 2024-2025 | РГУОР            | Чемпионат Белоруссии по баскетболу               | Высшая лига           | 10    | Андрей Клемезь                    |